# Elmalı (Kreisstadt)

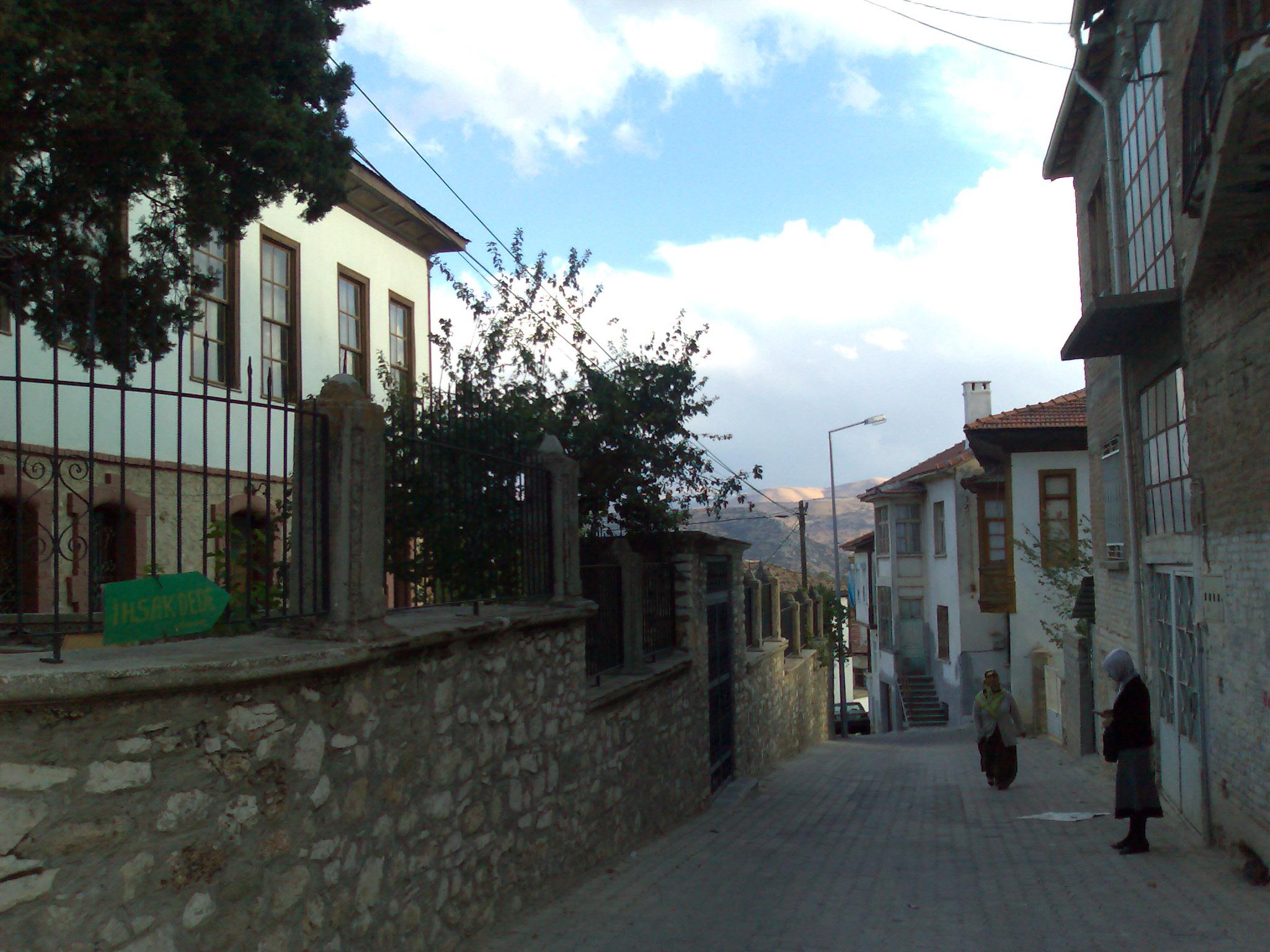
Historische Straße in Elmalı

Elmalı ist die Kreisstadt des gleichnamigen Landkreises Elmalı in der türkischen Provinz Antalya. Sie liegt etwa 70 km westlich von Antalya auf einer Höhe von 1050 bis 1150 m.
In Elmalı wurde der sogenannte Elmalı-Schatz gefunden, der aus 1900 Silbermünzen (1400 lydische Münzen und 14 extrem seltene Dekadrachmen) aus der Zeit des Attischen Seebunds besteht und im stadteigenen Museum zu sehen ist.
Elmalılı Hamdi Yazır, dessen türkische Übersetzung des Korans als Referenz gilt, wurde in Elmalı geboren.